# 96/69
『96/69』は、CORNELIUS（小山田圭吾）が1996年に発表した初めてのリミックス・アルバムである。

## 解説
小山田が1995年に発表した『69/96』を様々なアーティストがリミックスした作品となっている。
サブタイトルは「地球あやうし!!」。『69/96』同様に、区切る記号は正しくはスラッシュではなく、稲妻マークとなっている。トラットリア・メニュー96。アナログ盤はメニュー97。
初回限定盤は小冊子付きの特殊ジャケット。アートワークは信藤三雄。クレジットの記載は無いが、ジャケットには1977年に徳間書店より発売された児童書「テレビランド・ワンパック 『日本あやうし! きみたち日本人に警告する!!』」(飯塚よし照 著)に使用されているイラストが使用されている。

10曲目の「World's End Humming-REPRISE (IN HAWAI)」には小山田の父が参加していた「和田弘とマヒナスターズ」がヴォーカルで参加しており、親子共作を果たした。
なお、収録されているミュージシャン以外に、小室哲哉と小沢健二にもリミックスを依頼したが断られている。また岡村靖幸のバージョンは、前作の同曲の契約の都合上、岡村のみのボーカル収録が出来なかった。

## 収録曲
1. 69/96 A SPACE ODYSSEY - PRELUDE (IN ATAMI) / 岡村靖幸
2. MOON WALK / 砂原良徳
3. BRAND NEW SEASON / 想い出波止場
4. VOLUNTEER APE MAN (DISCO) / 石野卓球
5. 1969 / スチャダラパー
6. 69/96 GIRL MEETS CASSETTE / シトラス
7. VOLUNTEER APE MAN (DISCO) / 暴力温泉芸者
8. CONCERTO NO.3 FROM THE FOUR SEASONS (PINK BLOODY SABBATH) / ドクロ隊
9. HEAVY METAL THUNDER / hide
10. WORLD'S END HUMMING - REPRISE (IN HAWAII) / 小西康陽、和田弘とマヒナスターズ

LPは2枚組でSIDE-A#1～3 SIDE-B#4～5 SIDE-C#6～7 SIDE-D#8～10

## その他
- 『69/96』同様、アルバムタイトルにちなんで96トラック収録されており、本編終了から68曲目までは波の音が収録されている。69曲目には「Welcome to the Jungle」のライブバージョンが収録され、そのあと数秒程度の26の無音トラックを挟んで、96曲目には『69/96』収録曲「MOON WALK」（当時HMV渋谷店マーチャンダイザーだった太田浩が酔ってカラオケで歌っている）が収録されている。『69/96』とは異なり収録時間が長くなるためアナログ盤ではこの仕様は再現されていない。
- トラック数が96、収録時間が69分のため、トラック数と時間が表示できるCDプレーヤーなどにこのCDを入れると「96/69」と読める仕掛けになっている。